# Günther Bechem
Karl-Günther Bechem (ismert még: Bernhard Nacke) (Hagen, 1921. december 21. – Hagen, 2011. május 3.) német autóversenyző.

## Pályafutása
1952-ben és 1953-ban rajthoz állt a Formula–1-es világbajnokság német versenyén. Günter a két futam egyikén sem ért célba. Ebben az időszakban részt vett több, a világbajnokság keretein kívül rendezett Formula–1-es futamon is.
1954-ben elindult a Carrera Panamericana nevezetű mexikói viadalon, ahol súlyos balesetet szenvedett, és noha idővel teljesen felépült, felhagyott az autóversenyzéssel.

## Eredményei

### Teljes Formula–1-es eredménylistája
(Táblázat értelmezése)

(Félkövér: pole-pozícióból indult; dőlt: leggyorsabb kört futott) 

| Év   | Csapat           | Modell   | Motor               | 1   | 2   | 3   | 4   | 5   | 6      | 7      | 8   | 9   | Helyezés | Pont |
| ---- | ---------------- | -------- | ------------------- | --- | --- | --- | --- | --- | ------ | ------ | --- | --- | -------- | ---- |
| 1952 | "Bernhard Nacke" | BMW      | Eigenbau Straight-6 | SUI | 500 | BEL | FRA | GBR | GER Ki | NED    | ITA |     | -        | 0    |
| 1953 | Günther Bechem   | AFM 50-5 | BMW Straight-6      | ARG | 500 | NED | BEL | FRA | GBR    | GER Ki | SUI | ITA | -        | 0    |